# مود هربرت
مود هربرت (بالفرنسية: Maud Herbert)‏ هي راكبة أمواج ‏ فرنسية، ولدت في 13 مارس 1974.

## وصلات خارجية
- مود هربرت على موقع الاتحاد الدولي للملاحة الشراعية (موقع جديد) (الإنجليزية)
- مود هربرت على موقع الاتحاد الدولي للملاحة الشراعية (موقع قديم) (الإنجليزية)
- مود هربرت على موقع اللجنة الأولمبية الدولية (الإنجليزية)
- مود هربرت على موقع أوليمبيديا (الإنجليزية)